# Troisième circonscription de Gonder Zuria
La troisième circonscription de Gonder Zuria est une des 135 circonscriptions législatives de l'État fédéré Amhara, elle se situe dans la Zone Nord Gonder. Sa représentante actuelle est Meseret Mengistu Getahun.